# Hårnervmossa
Hårnervmossa (Campylopus introflexus) är en bladmossart som beskrevs av Bridel 1819. Hårnervmossa ingår i släktet nervmossor, och familjen Dicranaceae. Arten är reproducerande i Sverige. Inga underarter finns listade i Catalogue of Life.
Arten anses vara problematisk eftersom den snabbt etablerar sig på störda ytor och kan konkurrera ut inhemska lavar och mossor.

## Utseende
Hårnervmossan är en bladmossa med bred nerv som bildar täta tuvor och kan dominera stora ytor på sina växtplatser. Ofta har sporkapslarna ett för släktet karaktäristiskt böjt kapselskaft och en lång färglös hårudd, som i torka ofta är vinkelrätt böjd och lätt kan fastna i exempelvis djurs pälsar så spridning sker.  

## Utbredning

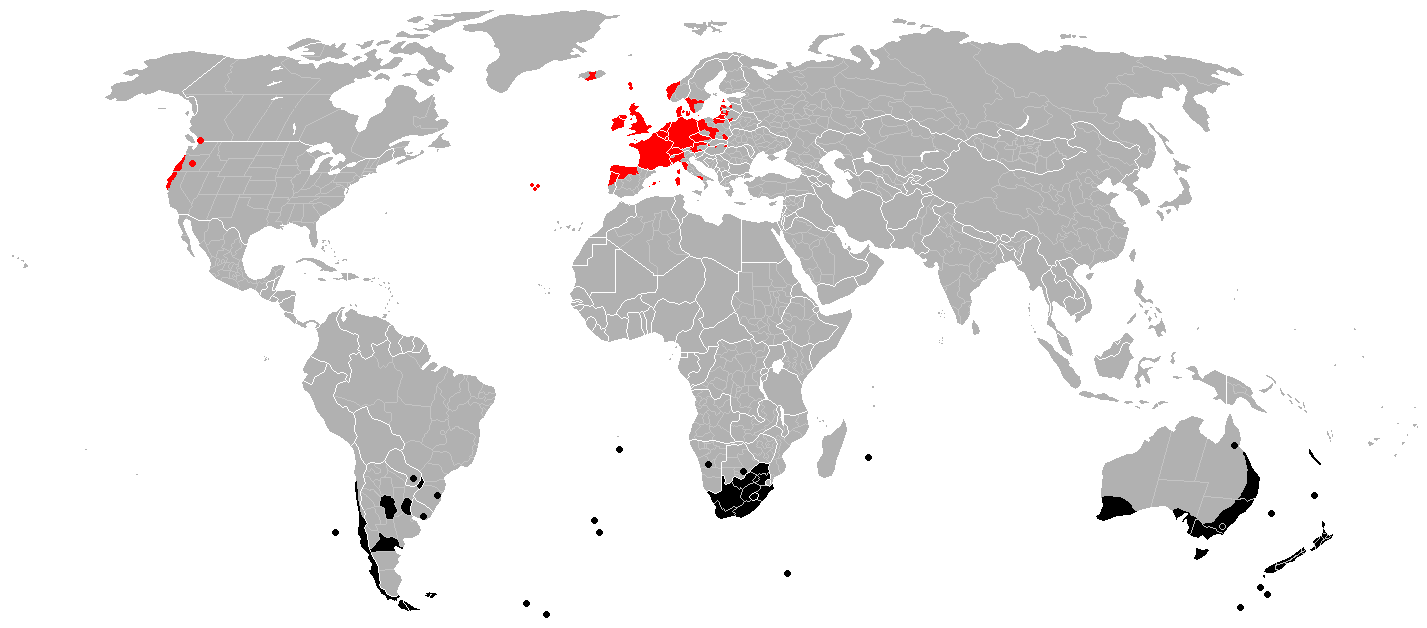
Svarta ytor utgör är artens naturliga utbredningsområde, röda sådana dit den introducerats eller spritt sig.

Hårnervmossan är ursprungligen cirkumpolär på sura jordar på södra halvklotet. Den har införts till Europa och påträffades första gången 1941 i England, där den betraktas som invasiv och har sedan spritt sig därifrån.
I Sverige upptäcktes mossan för första gången utanför Laholm 1976 och år 2008 förekom den upp till södra Svealand. År 2019 utgörs utbredningen i Sverige dels av ett bandformat kustnära stråk från sydöstra Skåne och upp till norska gränsen och dels som glest spridda förekomster till en ungefärlig nordlinje från Svinesund till Stockholms skärgård samt på Öland och Gotland.